# José Nebot
José Nebot (Nules, 5 de septiembre de 1947 — Palma de Mallorca, 26 de noviembre de 2013) fue un futbolista español que jugaba en la demarcación de delantero.

## Biografía
José Nebot debutó como futbolista profesional en 1966 con el C. F. Nules. Posteriormente fichó por el Torrent C. F. Ya en 1968 fue traspasado al C. D. Mestalla, donde marcó treinta y un goles en treinta y siete partidos jugados. Tras dos años en el primer equipo, el Valencia C. F. donde ganó la Primera División de España en la temporada 1970/71, volvió al filial, donde marcó cinco goles en treinta y un partidos. En 1972 fichó por el Real Betis Balompié, donde ganó la Segunda División de España en la temporada 1973/74, ascendiendo a la máxima categoría española. Dos años más tarde fichó por el R. C. D. Mallorca. Finalmente se fue traspasado al U. D. Poblense, donde se retiró profesionalmente en 1980 a los treinta y tres años de edad.
José Nebot falleció el 26 de noviembre de 2013 en su residencia de Palma de Mallorca a los sesenta y seis años de edad.

## Clubes
| Club                | País   | Año       | Partidos | Goles |
| ------------------- | ------ | --------- | -------- | ----- |
| C. F. Nules         | España | 1966-1967 | ¿?       | ¿?    |
| Torrent C. F.       | España | 1967-1968 | ¿?       | ¿?    |
| C. D. Mestalla      | España | 1968-1969 | 37       | 31    |
| Valencia C. F.      | España | 1969-1971 | 33       | 12    |
| C. D. Mestalla      | España | 1971-1972 | 31       | 5     |
| Real Betis Balompié | España | 1972-1974 | 50       | 19    |
| R. C. D. Mallorca   | España | 1974-1975 | 28       | 10    |
| U. D. Poblense      | España | 1975-1980 | ¿?       | ¿?    |

## Palmarés
Valencia C. F.
- Primera División de España: 1971

Real Betis Balompié
- Segunda División de España: 1974